# جان فیلیپس (دزد دریایی)

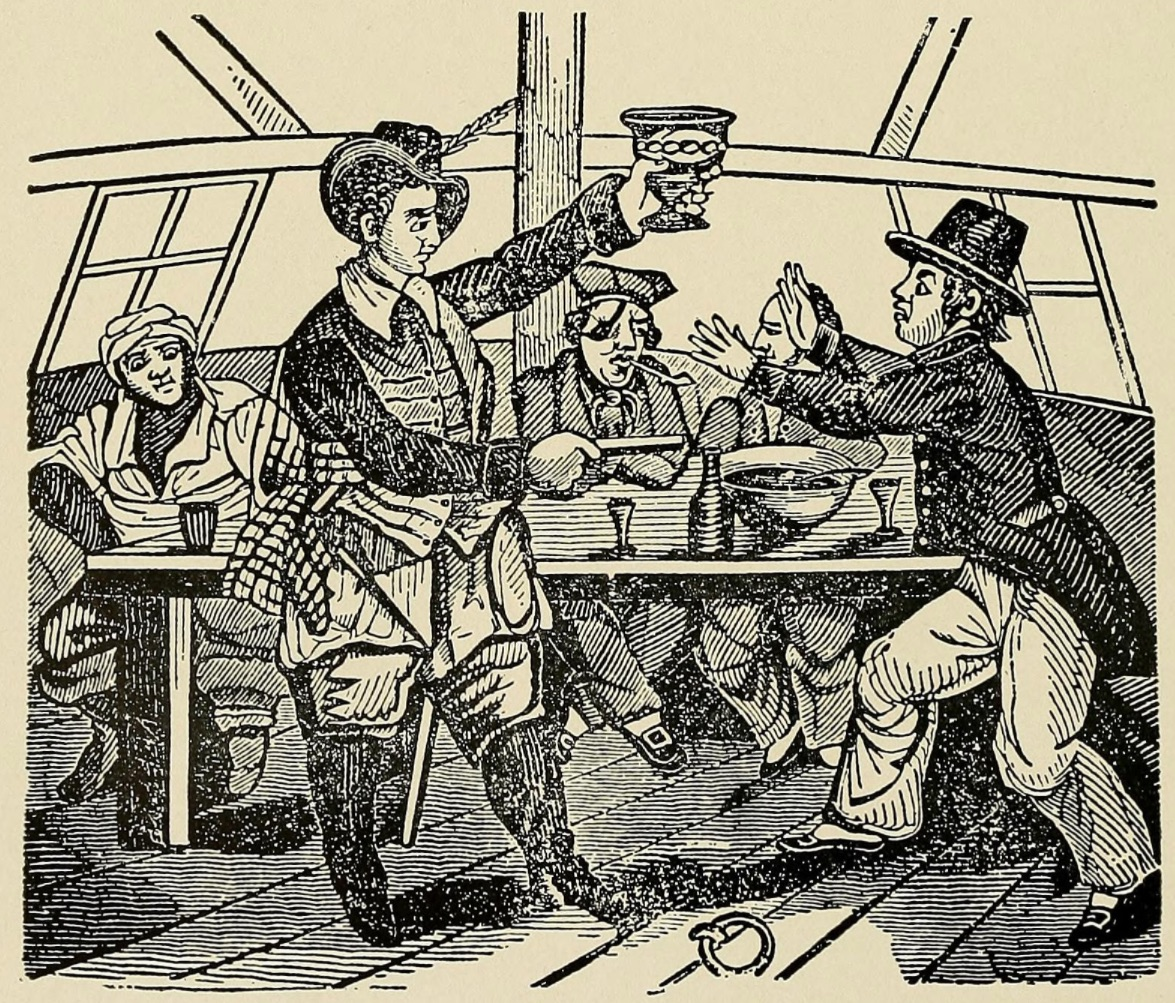
جان فیلیپس

جان فیلیپس  (به انگلیسی: John Phillips) ناخدا (کاپیتان) دزدان دریایی بود که حرفه دزدی خود را در سال ۱۷۲۱ تحت رهبری تامس آنسیتز آغاز کرد. فیلیپس در یک حمله غافلگیرانه از جانب زندانیان در بند خودش جان باخت. وی به دلیل نگارش قانون دزدان دریایی جداگانه در رابطه با کشتی ری‌ونج مشهور است که یکی از مجموع ۴ قانون بازمانده تا به امروز از دوران طلایی دزدی دریایی است